# Porte Saint-Jacques (Saint-Jean-Pied-de-Port)
La porte Saint-Jacques est une porte de ville de Saint-Jean-Pied-de-Port, Pyrénées-Atlantiques, France.

## Description
La porte Saint-Jacques est la plus orientale des cinq portes de l'enceinte de Saint-Jean-Pied-de-Port. Il s'agit d'un édifice en grès, en arc en plein cintre.
La porte débouche sur la rue de la Citadelle.

## Historique
Les remparts de la ville haute de Saint-Jean-Pied-de-Port datent des XIIIe et XIVe siècles, et les cinq portes de la ville sont ouvertes à cette époque. La porte Saint-Jacques est la seule des cinq qui est retouchée, en même temps que d'autres parties de l'enceinte, sous Vauban en 1685.
La porte Saint-Jacques est l'entrée historique des pèlerins du chemin de Compostelle dans la ville. Ils poursuivaient leur chemin en suivant les rues de la Citadelle et d'Espagne jusqu'au pont enjambant la Nive.

## Protection
La porte Saint-Jacques est classée au titre des monuments historiques, en même temps que l'ensemble des remparts, le 2 décembre 1986. Elle est également inscrite au patrimoine mondial en 1998 comme élément des chemins de Compostelle en France.